# Акакоягуа
Акакоягуа (исп. Acacoyagua) — посёлок в Мексике, штат Чьяпас, входит в состав одноимённого муниципалитета и является его административным центром. Численность населения, по данным переписи 2020 года, составила 8092 человека.

## Общие сведения
Название Acacoyagua с языка науатль можно перевести как — место вождя.
Поселение было основано до прибытия колонизаторов в период правления Ауисотля в XV веке.
В 1861 году в поселении проживало более 100 человек..